# Tingena chloradelpha
Tingena chloradelpha är en fjärilsart som först beskrevs av Edward Meyrick 1905.  Tingena chloradelpha ingår i släktet Tingena och familjen praktmalar. Inga underarter finns listade i Catalogue of Life.